# 游艇码头海滩

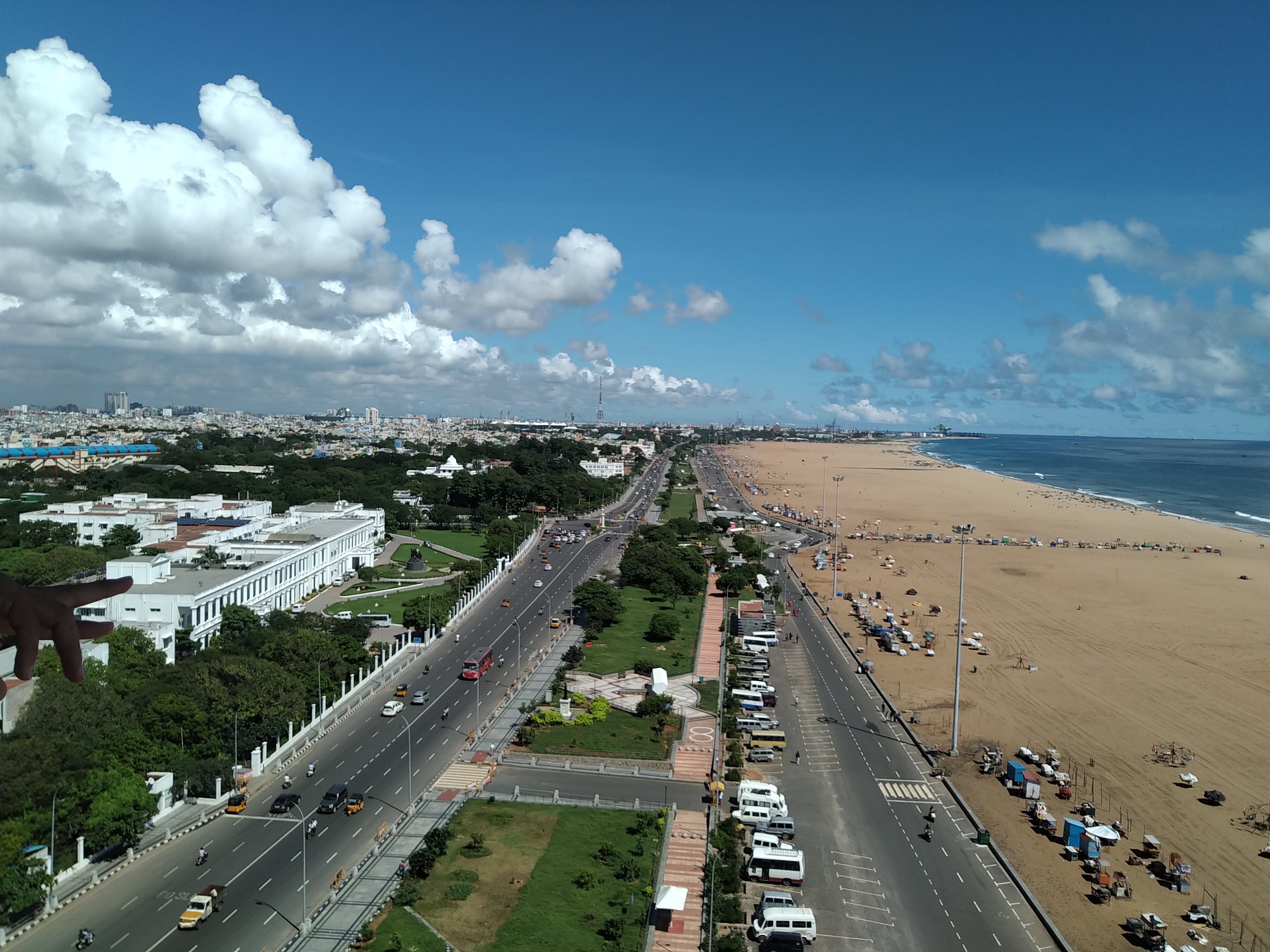
游艇码头海滩

游艇码头海滩是沿着印度金奈市海岸线的一个12千米长的海滩，与印度西海岸孟买多岩石的的珠湖海滩不同，这里的海滩基本上是由沙质构成。
尽管许多当地人声称游艇码头海滩是世界上最长（或第二长）海滩，其实有几个海滩比它更长：如孟加拉的Cox's Bazar、90英里海滩 (澳大利亚)和90英里海滩 (新西兰)。
这个海滩的著名特色是装饰在路边的一组石雕，大部分石雕取材于印度伟人，如圣雄甘地
游艇码头海滩曾经以其原始美、欢乐的气氛和丰富的生态系统著称。不过，自从20世纪中叶以来，海滩和海水已经被污染。塑料袋、垃圾和其他污染物已经使海滩的许多部分被废弃。近年来，许多志愿组织开始承担清扫海滩和保护生态系统的任务。尽管问题重重，参观游艇码头海滩还是每个来到金奈的游客的必到之处。
2004年12月26日，2004年印度洋海啸引发了巨大的灾难，附近海滩上有数百人丧生，包括住在附近的渔民。虽然重建有许多困难，人们仍努力工作，恢复珍贵的海岸线， 鼓舞士气，吸引度假者。